# Cheilotrichia (Empeda) minuscula
Cheilotrichia (Empeda) minuscula is een tweevleugelige uit de familie steltmuggen (Limoniidae). De soort komt voor in het Palearctisch en Oriëntaals gebied.